# Жандарм женится
«Жанда́рм же́нится» (фр. Le Gendarme se marie) — франко-итальянская кинокомедия с Луи де Фюнесом в главной роли. Третий из шести фильмов о приключениях бригады жандармов из Сен-Тропе. Премьера во Франции и Италии состоялась 30 августа 1968 года.

## Сюжет
В Сен-Тропе начинается курортный сезон, 1 июля, и у жандармов работы невпроворот. Чтобы более эффективно устанавливать потенциальных нарушителей, жандармы решают снять форму и в гражданской одежде разъезжать по окрестностям, провоцируя водителей. Особенно усердствует в этом Крюшо (Луи де Фюнес). Однажды во время своего рейда он замечает Ford Mustang, несущийся с огромной скоростью, и начинает преследовать его. Автомобиль направляется к зданию жандармерии, где Крюшо наконец удаётся познакомиться с его владельцем. Им оказалась Жозефа де ла Франсуа, вдова известного полковника, командовавшего полицейским округом в Нижней Нормандии, бывшего другом самого де Голля. После их знакомства дочь Крюшо начинает замечать некоторые странности, происходящие с её отцом: он крутится перед зеркалом, закрашивая седые волосы, ходит в ночные клубы, и вообще старается выглядеть помоложе. Причина может быть только одна — жандарм влюблён! Вскоре в доме появляется и сама виновница этих перемен — Жозефа де ла Франсуа. Она быстро находит общий язык с дочерью Крюшо, и следит за его образом жизни и карьерой.
Крюшо, провалив повышение квалификации, приходит в отчаяние. Его карьера закончена. Но неожиданно злобный террорист, лично ненавидящий жандарма, похищает Жозефу, угрожая ей смертью. Крюшо совершает невероятный подвиг, лично преследуя преступника на машине, а потом оглушая и арестовывая его, и спасая свою невесту. История заканчивается свадьбой: Жозефа, потрясённая храбростью своего возлюбленного, отдаёт Крюшо свою руку.

## Роли исполняли
- Луи де Фюнес — старший вахмистр Людовик Моревон Крюшо
- Мишель Галабрю — старшина Жером (Альфонс-Антуан) Жербер
- Клод Жансак — вдова Жозефа Лефрансуа
- Женевьева Град — Николь Крюшо, дочь Людовика
- Жан Лефевр — жандарм Люсьен Фугас
- Кристиан Марен — жандарм Альбер Мерло
- Ги Гроссо — жандарм Гастон Трикар
- Мишель Модо — жандарм Жюль Берлико
- Ив Венсан — подполковник, экзаменатор
- Марио Давид — бандит Фредо-мясник
- Доминик Зарди — кандидат на экзамене